# Adam Juretzko
Adam Juretzko (Tychy, Polonia, 30 de septiembre de 1971) es un deportista alemán de origen polaco que compitió en lucha grecorromana. Ganó dos medallas de bronce en el Campeonato Europeo de Lucha entre los años 1998 y 2005.

## Palmarés internacional
| Campeonato Europeo | Campeonato Europeo  | Campeonato Europeo | Campeonato Europeo |
| Año                | Lugar               | Medalla            | Categoría          |
| ------------------ | ------------------- | ------------------ | ------------------ |
| 1998               | Minsk (Bielorrusia) | Medalla de bronce  | 69 kg              |
| 2005               | Varna (Bulgaria)    | Medalla de bronce  | 74 kg              |